# Acentrogobius nebulosus
 Yongeichthys nebulosus és una espècie de peix de la família dels gòbids i de l'ordre dels perciformes.
Els mascles poden assolir 18 cm de longitud total.
És un peix de clima tropical i associat als esculls de corall.
Es troba a Austràlia, Hong Kong, Indonèsia, el Japó (incloent-hi les Illes Ryukyu), Kenya, Madagascar, Malàisia, Moçambic, Nova Caledònia, Oman, Papua Nova Guinea, Samoa, les Seychelles, Sud-àfrica, Taiwan, Tanzània, Tailàndia i el Vietnam.
No es pot menjar, ja que és verinós per als humans: conté 28.7 µg/g de tetraodontoxina en els seus òrgans interns i 1.7 µg/g a la carn.